# Élisabeth Visconti
Élisabeth Visconti (1374 - 2 février 1432) est l'avant-dernier enfant de Barnabé Visconti et de Reine della Scala. Elle est membre de la famille Visconti.

## Famille
Élisabeth est née à Milan et est l'une des plus jeunes des dix-sept enfants de ses parents.
Ses grands-parents maternels sont Mastino II della Scala et Taddea de Carrare, et ses grands-parents paternels sont Étienne Visconti et Valentine Doria.

## Mariage
Élisabeth est d'abord promise à Gian Galeazzo, le jeune fils de son cousin Jean Galéas Visconti et de sa première épouse Isabelle de France. Le mariage n'a pas eu lieu en raison du décès prématuré de son fiancé. Sa sœur Catherine deviendra en 1380 la seconde épouse de Jean Galéas Visconti.
Recherchant une alliance avec des souverains allemands, Barnabé Visconti négocie le mariage de quatre de ses enfants (dont celui d'Élisabeth), avec des membres de la famille de Wittelsbach qui règne sur la Bavière, le plus riche et le plus puissant des états allemands de cette époque.
Élisabeth épouse donc le 26 janvier 1395 Ernest, fils de Jean II de Bavière. Deux ans plus tard, à la mort de Jean, le couple devint duc et duchesse de Bavière-Munich. Ils ont quatre enfants :
- Albert III de Bavière (23 mars 1401 - 29 février 1460),
- Béatrice (1403 - 12 mars 1447), mariée en 1424 avec comte Hermann III de Cilli puis en 1428 avec Jean de Neubourg,
- Élisabeth (1406 - 5 mars 1468), mariée en 1430 avec le  duc Adolphe Ier de Juliers, puis en 1440 avec le comte Hesso de Leiningen,
- Amélie (1408-1432), religieuse au cloître Sainte-Clara de Munich.

Avant sa mort en 1432, son fils épouse secrètement la roturière Agnès Bernauer. Agnès est accusée de sorcellerie par Ernest et est jetée dans le Danube en 1435. La guerre civile entre le père et le fils se terminera finalement par une réconciliation.
Élisabeth meurt le 2 février 1432. Elle est enterrée avec son mari à Munich.